# Marzysz
Marzysz – wieś w Polsce, położona w województwie świętokrzyskim, w powiecie kieleckim, w gminie Daleszyce.
Był wsią klasztoru cystersów wąchockich w województwie sandomierskim w ostatniej ćwierci XVI wieku.
W latach 1975–1998 miejscowość administracyjnie należała do województwa kieleckiego.

## Integralne części wsi
| SIMC    | Nazwa            | Rodzaj     |
| ------- | ---------------- | ---------- |
| 0236530 | Działki          | część wsi  |
| 0236547 | Kaczyn           | przysiółek |
| 0236553 | Kiełków          | część wsi  |
| 0236560 | Marzysz Drugi    | część wsi  |
| 0236576 | Marzysz Pierwszy | część wsi  |
| 0236582 | Młyny            | część wsi  |
| 0236599 | Szkoda           | przysiółek |
| 0236607 | Znojów           | przysiółek |

## Historia
Wieś wspomniana w dokumencie z 8 maja 1271 roku mocą którego Bolesław V Wstydliwy i jego matka Grzymisława przenoszą na prawo niemieckie wsie klasztoru wąchockiego w tym Marzysz i Radomice.